# 10-es főút (Mexikó)
A mexikói 10-es szövetségi főút az ország északi részén húzódik Chihuahua államban, a 2-es és a 45-ös főutakat köti össze. Északnyugati vége Janosban van, ahol a 2-es útból ágazik ki, délkeleti vége a 45-ös út mentén fekvő El Suecónál. Az út teljes hossza 257 km.
Az út több szakasza halad viszonylag sík vidékeken, de főként keleti részén többször fel-le is hullámzik, néhány kisebb hegységen is keresztülvezet.

## Elágazások, települések
| km    | Elágazás, település                                                  | Állam     |
| ----- | -------------------------------------------------------------------- | --------- |
| 0,0   | El Sueco, 45-ös főút                                                 | Chihuahua |
| 42,7  | Constitución                                                         | Chihuahua |
| 59,0  | Flores Magón, elágazás Miguel Ahumada felé                           | Chihuahua |
| 114,0 | San Buenaventura, elágazás Valentín Gómez Farías és Peña Blanca felé | Chihuahua |
| 195,0 | Nuevo Casas Grandes                                                  | Chihuahua |
| 257,0 | Janos, 2-es főút                                                     | Chihuahua |